# Klaverzuringfamilie
De klaverzuringfamilie (Oxalidaceae) is een familie van tweezaadlobbige planten. Het zijn kruidachtige planten, struiken en kleinere bomen. De familie komt merendeels voor in de tropen op grotere hoogten en in de subtropen. Een voorbeeld van een tropische soort is de carambola (Averrhoa carambola).
Oxaalzuur werd oorspronkelijk in het geslacht klaverzuring (Oxalis) aangetroffen. Dit geslacht bevat 700 van de in totaal 770 soorten in de familie. In Nederland komt het geslacht voor met drie soorten, te weten:
- Gehoornde klaverzuring (Oxalis corniculata)
- Stijve klaverzuring (Oxalis fontana)
- Witte klaverzuring (Oxalis acetosella)

Overige geslachten zijn:
- Averrhoa (carambola, blimbing)
- Biophytum
- Dapania
- Sarcotheca

De klaverzuringfamilie werd in het Cronquist-systeem (1981) ondergebracht in de orde Geraniales.